# Moresco
Moresco es una localidad y comune italiana de la provincia de Fermo, región de las Marcas, con 626 habitantes.

## Evolución demográfica
| Gráfica de evolución demográfica de Moresco entre 1861 y 2001 |
|                                                               |
| Fuente ISTAT - elaboración gráfica de Wikipedia               |